# تمثيل منهجي
التمثيل المنهجي هو مجموعة أساليب تدريب وبروفات تسعى لتشجيع الأداء الخالص والمعبر عاطفياً، حيث صاغها عدد من المسرحيين، خاصة في الولايات المتحدة، حيث أنها من بين النهج الأكثر شعبية وإثارة للجدل في التمثيل. هذه الأساليب مبنية على «نظام ستانيسلافسكي»، نسبة للممثل والمخرج قسطنطين ستانيسلافسكي. رغم أن العديد من الأشخاص ساهموا في تطور التمثيل المنهجي، إلا أن ثلاث أستاذه مرتبطين «بوضع أسس نجاحه»، ولكل منهم أساليب: لي ستراسبرغ (الجوانب النفسية) وستيلا أدلر (الجوانب الاجتماعية) وسانفورد ميسنر (الجوانب السلوكية). المنهاج طور لأول مرة عندما عمل الثلاث معاً في فرقة مسرحية في نيويورك. وادعى ثلاثتهم أنهم الورثة الشرعيين لنهج ستانيسلافسكي.
نظام ستانيسلافسكي
«الأسلوب» هو وضع «نظام» ستانيسلافسكي من التمثيل التي وضعتها المسرح الروسي ممارس كونستانتين ستانيسلافسكي. وفي العقود الثلاثة الأولى من القرن العشرين، نظم ستانيسلافسكي تقنياته التدريبية والإعدادية والبروفة في منهجية منهجية متماسكة. و «النظام» جمعت وبنيت على: نهج جمالي، ومحددة جماعية، ومنضبطة جماعية، منضبطة من شركة مينينجن. الواقعية التي تركز على الممثل من مالي؛ والتدرج الطبيعي للأنطوان والحركة المسرحية المستقلة.
مخطط «نظام» ستانيسلافسكي، استنادا إلى «خطة التجربة» (1935).
و «النظام» يزرع ما يسميه ستانيسلافسكي «فن التجربة» (الذي يتناقض مع «فن التمثيل»). انها تعبئ الفكر واعية الفاعل وسوف من أجل تفعيل العمليات النفسية الأخرى، أقل السيطرة عليها - مثل التجربة العاطفية والسلوك اللاوعي - متعاطف وغير مباشر. في بروفة، يبحث الفاعل عن دوافع داخلية لتبرير العمل وتعريف ما تسعى الشخصية لتحقيقه في أي لحظة («مهمة»). وفي وقت لاحق، قام ستانيسلافسكي بمزيد من التفصيل في «النظام» مع عملية بروفة أكثر جسديا أسسها المعروفة باسم «طريقة العمل البدني». وقلل من المناقشات التي جرت على الطاولة، وشجع الآن على «تحليل نشط»، يرتب فيه تسلسل الحالات الدرامية. يقول ستانيسلافسكي: «أفضل تحليل للعب»، هو اتخاذ إجراءات في ظل ظروف معينة. 
وقد أدى انتقال المرحلة الأولى من عمل ستانيسلافسكي عبر طلاب الاستوديو الأول في مسرح موسكو للفنون (مات) إلى إحداث ثورة في التمثيل في الغرب. عندما جولات مات في الولايات المتحدة في أوائل 1920s، وشابة لي ستراسبرغ رأى كل من إنتاجها، وكان أعجب كثيرا من العروض الفرقة.في ذلك الوقت، قدم ريتشارد بوليسلافسكي، أحد طلاب ستانيسلافسكي من الاستوديو الأول، سلسلة من المحاضرات حول «النظام» التي نشرت في نهاية المطاف باسم التمثيل: الدروس الستة الأولى (1933). أدى الاهتمام الذي ولدته بوليسلافسكي وماريا أوسبنسكايا (طالب آخر في الاستوديو الأول) إلى الهجرة إلى الولايات المتحدة وإنشاء مسرح المختبر الأمريكي. كانت نسخة ممارسة ستانيسلافسكي التي سافرت إلى الولايات المتحدة معهم هي تلك التي تم تطويرها في 1910s، بدلا من النسخة الأكثر تفصيلا من «النظام» المفصلة في كتيبات التمثيل ستانيسلافسكي من 1930s، عمل الفاعل وعمل الممثل على دور. تم نشر النصف الأول من عمل الممثل، الذي تعامل مع العناصر النفسية للتدريب، في نسخة مختصرة للغاية ومضللة ترجمتها في الولايات المتحدة كما أن الممثل يستعد في عام 1936. قراء اللغة الإنجليزية في كثير من الأحيان الخلط بين المجلد الأول على العمليات النفسية مع «النظام» ككل. 
العديد من الممارسين الأمريكيين الذين جاءوا للتعرف على الطريقة تم تدريسهم من قبل بوليسلافسكي وأوسبنسكايا في مسرح المختبر الأمريكي. وغالبا ما يتم الخلط بين النهج التي اتبعها الطلاب بعد ذلك، بما في ذلك لي ستراسبرغ وستيلا أدلر وسانفورد ميسنر، مع نظام «ستانيسلافسكي». اعتمد تكيف ستراسبيرج على التقنيات النفسية فقط، وتتناقض بشكل حاد مع منهج ستانيسلافسكي متعدد المتغيرات، والنهج الشمولي والنفساني، الذي يستكشف الطابع والعمل من كل من «الداخل إلى الخارج» و «الخارج».فضلا عن عمل ستانيسلافسكي المبكر، كانت أفكار وتقنيات طالبه يفغيني فختانغوف (الذي توفي في 1922 في سن 39) أيضا تأثير هام على تطوير الأسلوب. فاكتانغوف «تمارين الكائن» تم تطويرها من قبل أوتا هاغن كوسيلة لتدريب الممثل والحفاظ على المهارات. ترجع ستراسبرغ إلى فختانغوف التمييز بين عملية ستانيسلافسكي «تبرير» السلوك مع القوى الدافع الداخلي التي تدفع هذا السلوك في الطابع و «تحفيز» السلوك مع الخيال أو استدعاء الخبرات المتعلقة الممثل واستبدال لتلك المتعلقة حرف. بعد هذا التمييز، يسأل الفاعلون أنفسهم «ما الذي يحفزني، الممثل، على التصرف بالطريقة التي تفعلها الشخصية؟» بدلا من سؤال ستانيسلافسكي أكثر «نظرا للظروف الخاصة للعب، كيف أتصرف، ماذا أفعل، كيف أشعر، كيف يمكنني الرد؟» 

أداء دانيال دي لويس في قدمي اليسرى يمثل قوة التمثيل المنهاجي في السينما.